# Kaukasisch Albanië

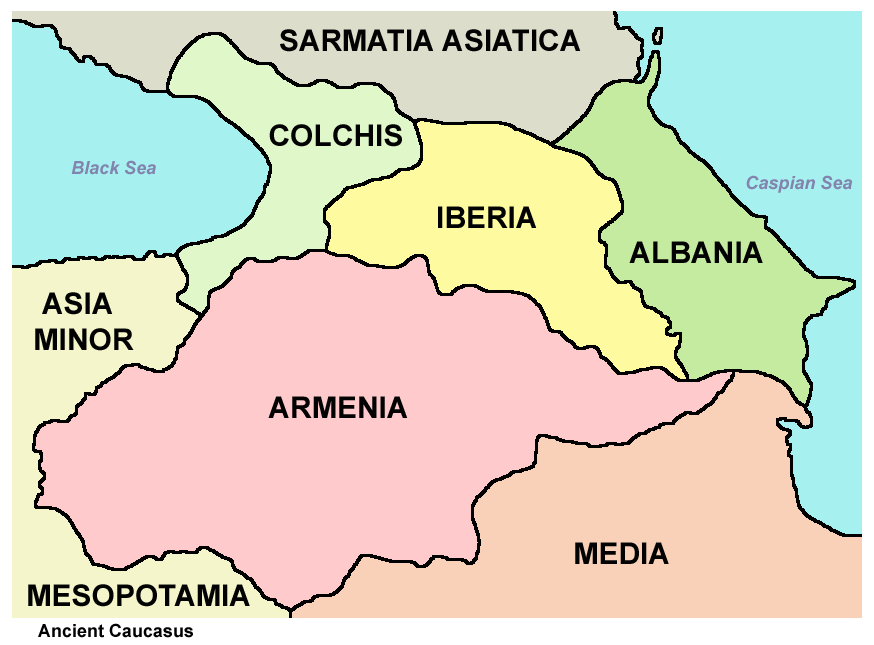

Kaukasisch Albanië was een oude staat in de Kaukasus, op grondgebied van het huidige Azerbeidzjan, Georgië en Dagestan, die bestaan heeft tot de 9e eeuw. De term 'Kaukasisch' wordt gebruikt om verwarring met de republiek Albanië en de Albanezen op de Balkan, waarmee het geen enkele relatie heeft, te voorkomen.
De Albaniërs waren een verzameling van 26 stammen, elk met eigen taal, die zich in de 2e of 1e eeuw v.Chr. verenigden onder de Aransjahik-dynastie. De namen van de afzonderlijke stammen zijn niet bekend. Vermoedelijk waren de meeste inheemse Kaukasiërs, waarvan alleen de Oedi als etnische groep nog bestaan. De Albaniërs noemden hun land vermoedelijk Aran, in Armeense bronnen wordt het vermeld als Agoeank.
In de 1e eeuw na Chr. werd de Aransjahik-dynastie vervangen door een tak van de Parthische Arsaciden (zoals ook in Armenië en het Koninkrijk Iberië gebeurde) die Albanië tot 510 zou besturen. Begin 4e eeuw werd het land gekerstend vanuit Armenië door Gregorius de jongere (de kleinzoon van Gregorius de Verlichter). De Albaanse Kerk vormde een autonoom patriarchaat van de Armeens-Apostolische Kerk. In de 5e eeuw vond Mesrop Masjtots een alfabet uit voor de Albaniërs.
Tot de late 4e eeuw omvatte Albanië alleen de linkeroever van de rivier Koera. In 387 lijfde het met Perzische steun de Armeense vorstendommen aan de rechteroever in en de zuidgrens verschoof naar de Aras. De hoofdstad van Albanië was Kapalak. In de 5e eeuw werd Partav, ten zuiden van de Koera, de nieuwe hoofdstad. In deze periode werd het land overheerst door Perzië en was onderdanig aan een Perzische gouverneur (marzban). Het koninkrijk eindigde in 510 met de dood van Vatsjagan de Vrome.
Aan het einde van de 6e eeuw werd Albanië een vorstendom onder de Mihraniden-dynastie. Deze leefde echter in strijd met de oude Aransjahik-dynastie, van wie zij Gardman hadden beroofd. De Mihraniden werkten aanvankelijk samen met het Byzantijnse Rijk, maar werden in de 7e eeuw vazallen van het Arabisch Kalifaat. In 822 werd Varaz-Trdat, de laatste vorst van Albanië, vermoord en kwam er een einde aan de Albaanse staat. Zijn dochter vluchtte naar het slot van Chatsjen en trouwde met de zoon van Sahl Smbatian, de Armeense vorst van Artsach.
In de volgende eeuwen verloren de Albaniërs geleidelijk hun landen aan de moslims, en degenen die nog in de laaglanden woonden werden geïslamiseerd. De overlevende Albaniërs trokken uiteindelijk naar de hooglanden van Armenië en Georgië.

## Koningen van Kaukasisch Albanië
1. Vatsjagan de Dappere
2. Vatsje I
3. Oernajr
4. Vatsjagan II
5. Mirhavan
6. Satoj
7. Asaj
8. Asvagen
9. Vatsje II
10. Vatsjagan III de Vrome